# Carnage à Abu Dhabi
Carnage à Abu Dhabi est le 59e roman de la série SAS, écrit par Gérard de Villiers, publié en juin 1980 chez Plon / Presses de la Cité. Une nouvelle publication a eu lieu en 2015 aux éditions Gérard de Villiers, avec une page de couverture différente.
Comme la plupart des romans de la série SAS publiés au début des années 1980, le roman a été édité à 100 000 exemplaires lors de sa sortie.
L'action du roman se déroule en janvier - février 1980 à Abu Dhabi, capitale des Émirats arabes unis.

## Personnages principaux

### Américains et alliés
- Malko Linge : héros du roman, Autrichien, agent contractuel de la CIA.
- Ralph Nader : chef de poste de la CIA à Abu Dhabi.
- Chris Jones et Milton Brabeck : agents spéciaux de la CIA.
- Mandy Brown : prostituée de luxe, amie de Malko.
- Jim Mahoney :

### Personnages arabes
- Khalid Ben Rashid : sheikh aboudhabien.
- Mohammed Mufti : Égyptien, contact de la CIA à Abu Dhabi.
- Abdulaziz Maarek : petit ami de Mandy Brown.
- Tania : proxénète libanaise.
- Colonel Haddad : chef de la sécurité de Doha.
- Amina : employée de Khalid Ben Rashid.
- Capitaine Numeiry :
- Dr Sabet : médecin syrien.

### Autres personnages
- Vera Petersen et Julie Scriver : Anglaises, call-girls de luxe, agentes du MI-5.
- Beata Steiner : bijoutière.
- Helen : amie de Tania.

## Résumé

### Début du roman
Deux jeunes femmes anglaises, Vera Petersen et Julie Scriver, « call girls de luxe », sont assassinées de manière atroce à Abu Dhabi (chapitre 1).
Malko est envoyé à Abu Dhabi pour tenter de faire la lumière sur ce sujet. Il apprend que les deux femmes travaillaient en réalité pour les services secrets britanniques (MI-6) et avaient été placées auprès du prince Khalid Ben Rashid pour l'espionner. Peu de temps après son arrivée, il rencontre Mandy Brown, la jeune femme qu'il avait sauvée de la mort l'année précédente (Opération Matador – SAS n°56). Malko se propose de « placer » Mandy auprès du prince et débute les prémices de son enquête sur la mort des deux Anglaises (chapitres 2 et 3).
La fonction de prostituée auprès du prince étant très bien rémunérée, Mandy accepte de le rencontrer et de coucher avec lui. Mandy est « découverte » par le contact local de la CIA, Mohammed Mufti. Une soirée est organisée par Tania, une proxénète libanaise et « pourvoyeuse » de jeunes prostituées au sheikh Khalid Ben Rashid. Le prince tombe sous le charme de Mandy et l'emmène dans ses appartements. Mais Malko, poursuivant son enquête, est attaqué : un tractopelle renverse sa voiture et l'ensevelit sous plusieurs tonnes de terre. Il s'en sort de justesse. Recherchant son contact Mohammed Mufti, il apprend que ce dernier a disparu. En fait, Mufti a été enlevé, interrogé puis exécuté (chapitres 4 à 7).

### Aventures
Chris Jones et Milton Brabeck viennent prêter main-forte à Malko. On retrouve le cadavre de Mohammed Mufti peu de temps après. Malko, qui a compris le rôle essentiel de Tania, la retrouve dans une ville de banlieue. Il lui pose directement la question : qui était au courant de sa venue chez lui ? Sans répondre, elle s'enfuit. Une course poursuite s'engage mais Tania sème Malko. Toutefois il la retrouve un peu plus tard à Dubaï où elle se livre à une opération bizarre dans un hôtel. Elle retourne à Doha, suivie par Malko. Alors qu'elle arrive à un endroit où des dromadaires traversent la route, elle en percute un. Grièvement blessée, elle est transportée dans un hôpital de Doha. Malko retourne à son hôtel où se trouvent Chris Jones et Milton Brabeck. Pris d'un pressentiment, il retourne avec eux à l'hôpital: elle y a été assassinée (chapitres 8 à 10).
Malko détecte un nouveau suspect, le capitaine Numeiry. Il comprend aussi que Mandy Brown se trouve dans une situation extrêmement dangereuse, mais il ne peut rien faire pour elle (étant la nouvelle compagne sexuelle de Khalid Ben Rashid, elle est cloîtrée dans sa luxueuse résidence).
Il continue son enquête et découvre que tout le mystère est lié au sheikh Khalid Ben Rashid : le neveu du roi ne prépare-t-il pas un coup d'État ?

### Fin du roman
Après avoir échappé à une nouvelle tentative d'attentat (sa main a été menottée à une valise remplie d'explosif), Malko déjoue in extremis la tentative de coup d'État. Il libère Mandy Brown (chapitres 16 et 17).
Le roman se termine par l'exécution au sabre des principaux inspirateurs, conspirateurs et hommes de main de la tentative de coup d'État (chapitres 18 et 19).

## Autour du roman
- Le personnage de fiction Ralph Nader (chef de l'antenne de la CIA à Abu Dhabi) n'a aucun rapport avec la personnalité réelle Ralph Nader.
- Mandy Brown avait déjà croisé la route de Malko dans Opération Matador (SAS no 56), elle le croisera de nouveau dans La Vengeance de Saddam Hussein (SAS no 103) puis dans Au nom d'Allah (SAS no 111).